# حقن هواء ثانوي
حقن الهواء الثانوي (المعروف باسم حقن الهواء) هو إستراتيجية للتحكم في انبعاثات المركبات تم تقديمها في عام 1966، حيث يُحْقَن الهواء النقي في تيار العادم للسماح بالاحتراق الثانوي الكامل لغازات العادم.
تعتمد الآلية التي يتم من خلالها التحكم في انبعاثات العادم على طريقة الحقن والنقطة التي يدخل فيها الهواء إلى نظام العادم، وقد اختلفت أثناء تطور التكنولوجيا.

## روابط خارجية
- Principle of the Secondary Air System على يوتيوب
- Faiz، Asif؛ Weaver، Christopher S.؛ Walsh، Michael P. (1 يناير 1996)، "Thermal Oxidation"، Air Pollution from Motor Vehicles: Standards and Technologies for Controlling Emissions، World Bank Publications، ص. 96، مؤرشف من الأصل في 2020-10-28
- Hadfield، Chris (1 يناير 2015)، Today's Technician: Basic Automotive Service and Systems, Classroom Manual and Shop Manual، Cengage Learning، ص. 220، مؤرشف من الأصل في 2022-04-07
- Reif، المحرر (2014)، Gasoline Engine Management: Systems and Components، Springer، ص. 277، ISBN:9783658039646، مؤرشف من الأصل في 2022-01-28  Reif، المحرر (2014)، Gasoline Engine Management: Systems and Components، Springer، ص. 277، ISBN:9783658039646، مؤرشف من الأصل في 2022-01-28
- Jeep Adventures Under the Hood دليل مفصل حول نظام CEC وكيفية ضبطه
- التفاصيل مع الرسوم البيانية لنظام شيفروليه كامارو AIR www.camaros.org